# Brachythele media
Brachythele media is een spinnensoort in de taxonomische indeling van de bruine klapdeurspinnen (Nemesiidae).
Brachythele media werd in 1897 beschreven door Kulczyński.